# 水峪贯镇
水峪贯镇，是中华人民共和国山西省吕梁市交城县下辖的一个乡镇级行政单位。2021年5月28日，将原岭底乡的圪垛、峁底2个村委会划归水峪贯镇管辖。

## 行政区划
水峪贯镇下辖以下地区：
大游底村、大足底村、长树村、榆郡村、鲁沿村、青沿村、水峪贯村、西冶村、陈台村、西孟村、东孟村、牛头嘴村、逯沟村、席麻村、树则村、芝兰村、西坡村、寨立村、双龙村和岭上村。